# École nationale des sciences appliquées d'Al Hoceima
L'École nationale des sciences appliquées d'Al Hoceima, est une école d'ingénieurs publique située à Al Hoceima, faisant partie du réseau des Écoles nationales des sciences appliquées.